# خارج خلوي
في علم الأحياء الخلوي وعلم الأحياء الجزيئي خارج خلوي أو  خارج الخليّة (بالإنجليزية: Extracellular)‏، هي العملية التي تقع أو تحدث أو تتواجد خارج الخلية.
عكس مصطلح «خارج خلوي» هي «داخل خلوي» (داخل الخلية). ويعتبر الغشاء الخلوي (أو الجدار الخلوي في كائنات أخرى) هو الحاجز بين خارج خلوي وداخل خلوي، ويمكن أن تكون التراكيب الكيميائية مختلفة تماما بين الداخل والخارج. كمثال في معظم الكائنات الحية يحتفظ Na+/K+ ATPase بمستوى عالي من البوتاسيوم داخل الخلية بينما يُبقي مستوى الصوديوم منخفض حالة مثارة.